# Leptocera wirthi
Leptocera wirthi är en tvåvingeart som beskrevs av Marshall 1984. Leptocera wirthi ingår i släktet Leptocera och familjen hoppflugor. Inga underarter finns listade i Catalogue of Life.